# (4319) Jackierobinson
(4319) Jackierobinson ist ein Hauptgürtelasteroid, der am 1. März 1981 im Rahmen des U.K. Schmidt-Caltech Asteroid Surveys von Schelte John Bus vom Siding-Spring-Observatorium aus entdeckt wurde.
Der Asteroid wurde nach dem Baseballspieler Jackie Robinson (1919–1972) benannt.